# Dimargaritomycetes
Dimargaritales é uma ordem de fungos na divisão Kickxellomycota.
Trata-se de fungos parasitas.